# Нада Клаїч
Нада Клаїч (хорв. Nada Klaić; 21 липня 1920, Загреб — 2 серпня 1988, Загреб) — хорватська історикиня, видатна хорватська медієвістка XX століття, онука історика Вєкослава Клаїча. Істотна частина її наукового доробку присвячена критиці середньовічних джерел.

## Наукова кар'єра
Нада Клаїч закінчила філософський факультет Загребського університету, де потім викладала протягом 45 років, розпочавши свою викладацьку й наукову роботу в 1943 р. на кафедрі історії цього факультету та ставши в 1969 р. професором середньовічної історії Хорватії. Цю посаду вона займала до своєї смерті в 1988 р.
Починаючи з 1946 р., коли Нада здобула ступінь доктора, захистивши дисертацію «Політичний та суспільний устрій Славонії за Арпадів»,  вона кілька десятиліть займалася дослідженням середньовічної історії Хорватії. Клаїч зібрала висліди своїх розгорнутих аналітичних розслідувань, спершу оприлюднених у журналах і виданнях наукових установ, а також монографій та розвідок з історії Хорватії.

## Історичні досліди
Вона досліджувала період від приходу слов'ян (див. Велике переселення народів) до XIX ст. Під раннім впливом М. Баради, Л. Гауптмана, Б. Графенауера і Я. Шидака вносила свій вклад у хорватську медієвістику, пишучи статті на теми соціальної історії. Книжка «Історія народів Югославії II» (1959) включає її всеосяжний огляд історії Хорватії раннього нового періоду, містячи елементи економічної та соціальної історій.
Особливу увагу приділяла історії міст, що засвідчують кілька її досліджень і книжок: «Задар у середні віки до 1409 р.» (з Іво Петрічолі, 1976), «Загреб у середні віки» (1982), «Замітки про Вуковар у середні віки» (1983), «Трогір у середні віки: публічне життя міста та його мешканців» (1985), «Копривниця в середні віки» (1987).
Вона — авторка численних праць про заворушення та суспільні конфлікти, які зібрала у книжці «Суспільні потрясіння та заколоти в Хорватії в XVI і XVII століттях» (1976). Роль конкретних вельмож описала у книжках «Останні князі Цельські в землях корони Святого Стефана» (1982) та «Медведград і його володарі» (1987).
Велика частина її доробку — це розбір і оприлюднення історичних джерел. Покладаючись частково на внесок попередніх істориків, вона проаналізувала весь хорватський дипломатичний матеріал раннього середньовіччя («Дипломатичний аналіз документів доби правителів Хорватії місцевого походження», 1965, 1966–67), поставивши під питання його справжність. Поряд з анонімним сплітським літописом під назвою «Historia Salonitana maior» (1967) Клаїч опублікувала кілька джерел, перекладених із латини на потреби студентів («Джерела для хорватської історії до 1526», 1972).
Вона подала всеосяжну та оригінальну концепцію ранньосередньовічного розвитку хорватських земель у книжці «Історія хорватів у ранньому середньовіччі» (1971), а також зібрала свої праці про численні проблеми пізнішого періоду у книжці «Історія хорватів у високому середньовіччі» (1976). Вже після її смерті побачили світ такі її книжки: «Середньовічна Боснія: Політичне становище боснійських правителів до коронування Твртка 1377 р.» (1989) та «Історія хорватів у середньовіччі» (1990).

## Вплив
Клаїч була однією з найвизначніших хорватських і югославських медієвістів XX ст. До її здобутків належать інноваційний та сучасний підхід до історії Хорватії (особливо для середньовіччя), який допоміг вивільнити історію від романтичного націоналізму XIX ст., та переоцінка старіших історичних джерел. Однак істотна частка її поглядів і висновків суперечлива, а її праця викликала бурхливі реакції в історіографії. Як приклад можна навести її висновок, що документ «Pacta conventa» — це підробка, ймовірно, зроблена в XIV ст., її «відсутність думки» щодо «питання про 1102» у статті з 1959 р., що заходить у суперечку з ранішою працею з цього питання хорватського письменника Олега Мандича, та її погляд на хорватське переселення та стару батьківщину у VII ст., а також інші теми ранньої хорватської історії.
Клаїч украй критично ставилася до роботи деяких науковців, як-от Фердо Шишича (яку вона залишала без уваги через буцімто слабкий аналіз) або Л. Гауптмана (щодо тези про міграцію хорватів із Білої Хорватії та ірано-кавказької теорії походження ранніх хорватів). Її непохитні припущення про походження та ранню батьківщину хорватів спиралися на тезу Маргетича, згідно з якою хорвати прибули в Далмацію наприкінці VIII або на початку IX ст., хоча Маргетич наголошував, що це лише припущення, яке згодом він відкинув. Особливо впливали на її точку зору довільні міркування щодо слов'ян німецьких та австрійських учених Г. Кунстмана, Й. Геррмана, Р. Вернера і О. Кронштайнера.
Клаїч заявляла, що не було слов'янської міграції з півночі на південь, а скоріше з півдня на північ, оскільки слов'яни були корінними на Балканах, тому не було переселення так званих «білих хорватів» із Білої Хорватії в Карантанію. Вона підтримала тезу Г. Кунстмана про те, що слов'яни не мали власних племінних імен, а їхні імена слід виводити з іллірійського, грецького і візантійського культурних середовищ. Вона вважала, що хорватами звали слов'ян Аварського каганату, яким управляли авари, і таким чином твердо вірила, що хорватська державна організація та титули «жупан» і «бан» були аварського походження. Вона гадала, що виявлені могили з-перед IX ст. належали аварам, а не хорватам і що авари жили в Далмації.
Цей та інші погляди, такі як готське адміністративне походження Лібурнії та існування аварських «жупанійської Лібурнії», «банської Лібурнії» та «жупанійської Істрії», а також її постійне міркування про некомпетентність археологів за відсутності доказів її теорій були піддані критиці та відхилені такими сучасними вченими, як Н. Будак і П. Штіх через нестачу надійних доказів і джерел. Мирослав Брандт розкритикував Клаїч як протеже соціалістичної Югославії в її підході до хорватської історіографії.

## Твори
- Političko i društveno uređenje Slavonije za Arpadovića (Політичний та суспільний устрій Славонії за Арпадів, 1946)
- Текст у збірнику Historija naroda Jugoslavije II (Історія народів Югославії II, 1959)
- Diplomatička analiza isprava iz doba hrvatskih narodnih vladara (Дипломатичний аналіз документів доби правителів Хорватії місцевого походження, 1965, 1966–67)
- Povijest Hrvata u ranom srednjem vijeku (Історія хорватів у ранньому середньовіччі, 1971)
- Povijest Hrvata u razvijenom srednjem vijeku (Історія хорватів у високому середньовіччі, 1976)
- Društvena previranja i bune u Hrvatskoj u XVI i XVII stoljeću (Суспільні потрясіння та заколоти в Хорватії в XVI і XVII століттях, 1976)
- Zadar u srednjem vijeku do 1409. (Задар у середні віки до 1409 р., 1976)
- Zagreb u srednjem vijeku (Загреб у середні віки, 1982)
- Zadnji knezi Celjski v deželah Sv. Krone (словенською, Останні князі Цельські в землях корони Святого Стефана, 1982)
- Crtice o Vukovaru u srednjem vijeku (Замітки про Вуковар у середні віки, 1983)
- Trogir u srednjem vijeku: javni život grada i njegovih ljudi (Трогір у середні віки: публічне життя міста та його мешканців, 1985)
- Koprivnica u srednjem vijeku (Копривниця в середні віки, 1987)
- Medvedgrad i njegovi gospodari (Медведград і його володарі, 1987)

Опубліковано посмертно:
- Srednjovjekovna Bosna: politički položaj bosanskih vladara do Tvrtkove krunidbe, 1377. g. (Середньовічна Боснія: Політичне становище боснійських правителів до коронування Твртка 1377 р., 1989)
- Povijest Hrvata u srednjem vijeku (Історія хорватів у середньовіччі, 1990)

## Переклади
Із латини на хорватську:
- Historia Salonitana maior (1967)
- Izvori za hrvatsku povijest do 1526. godine («Джерела для хорватської історії до 1526», 1972)

### Виноски
1. 1 2 3  Bibliothèque nationale de France BNF: платформа відкритих даних — 2011.
2. 1 2  Swartz A. Open Library — 2007.
3. 1 2  Чеська національна авторитетна база даних
4. 1 2 3 4 5 6 7 8 9 10 11 12 13 14 15 16 17 18 19 20 21  Majnarić, 2009.
5. 1 2 3 4  Talan та Treskanica, 2009, с. 371.
6. ↑  Antoljak, Stjepan (November 1995). Milan Sufflay kao paleograf i diplomatičar. Arhivski vjesnik (хорватською) . Хорватський державний архів (38): 144—45. ISSN 0570-9008. Архів оригіналу за 10 серпня 2018. Процитовано 10 травня 2012.
7. ↑  Klaić, Nada (1958–59). O. Mandić, "Pacta conventa" i "dvanaest" hrvatskih bratstava (PDF). Historical Journal (хорватською) . Хорватське історичне товариство. XI—XII: 165—206. ISSN 0351-2193. Архів оригіналу (PDF) за 4 березня 2016. Процитовано 10 травня 2012.
8. ↑  Marčinko, 2000, с. 146-49.
9. ↑  Marčinko, 2000, с. 155.
10. ↑  Marčinko, 2000, с. 150, 155.
11. 1 2 3  Heršak, Nikšić, 2007, с. 261.
12. ↑  Marčinko, 2000, с. 147, 150.
13. ↑  Marčinko, 2000, с. 150, 153.
14. ↑  Marčinko, 2000, с. 150—54.
15. 1 2  Marčinko, 2000, с. 152.
16. ↑  Marčinko, 2000, с. 150—53.
17. ↑  Marčinko, 2000, с. 152, 163.
18. ↑  Marčinko, 2000, с. 162—63.
19. 1 2  Brandt, Miroslav (1996). Život sa suvremenicima - političke uspomene i svjetonazor [Living with contemporaries – political memories and worldview] (хорватською) . Zagreb: Naklada Pavičić. ISBN 953-6308-22-3.